# Julián Grajales, Pantepec
Julián Grajales är en ort i Mexiko.   Den ligger i kommunen Pantepec och delstaten Chiapas, i den sydöstra delen av landet, 700 km öster om huvudstaden Mexico City. Julián Grajales ligger 1 505 meter över havet och antalet invånare är 520.
Terrängen runt Julián Grajales är kuperad åt nordost, men åt sydväst är den bergig. Terrängen runt Julián Grajales sluttar söderut. Runt Julián Grajales är det ganska tätbefolkat, med 80 invånare per kvadratkilometer. Närmaste större samhälle är Rayón, 8,7 km norr om Julián Grajales. I omgivningarna runt Julián Grajales växer huvudsakligen savannskog.